# Антонина Стоянова
Антонина Стоянова е юрист, дипломат и социален активист, известна като първа дама на България (1997 – 2002)  -  съпруга на втория демократично избран президент на България Петър Стоянов.

## Биография
Антонина Стоянова е родена на 17 февруари 1952 година в София, в семейство на български интелектуалци. Нейната баба Теофана е сестра на революционерката Мария Сутич, участвала в Хвърковатата чета на Георги Бенковски. Антонина Стоянова има родствена връзка с Христо Пунев, депутат в Народното Събрание преди 1944, Олга Петрова, известна актриса от Народния Театър, както и с българския художник график Веселин Стайков. 
Антонина Стоянова израства в Пловдив, където завършва Английската гимназия с отличие. През 1970 – 1971 следва Външна търгивия във Висшия икономически институт „Карл Маркс“ (днес: УНСС), . През 1972 след конкурс заминава за ГДР, за да следва международно право в университета. Дипломира се по специалността Международно стопанско право и защитава научен труд за придобиване на титлата Доктор на юридическите науки. 
От 1979 до 1994 година работи като адвокат в Пловдив. Специализира „Конституционно право“ в Илинойс, Съединените американски щати (1992) и „Търговско право“ в Кьолн, Германия (1994). След това постъпва в Дирекция „Международно право“ на Министерството на външните работи, през 1995 – 1996 работи като дипломат в Посолството в Лондон, Великобритания, но когато нейният съпруг се кандидатира за президент на Република България, се отказва от поста си, за да го подкрепи.
Като съпруга на президента Петър Стоянов, по време на неговия мандат, Стоянова напуска кариерата си на юрист и дипломат, за да бъде до него.  През февруари 1998 г. тя учредява и председателства фондация „Ценности“, чиято основна цел е да подпомага и участва активно в развитието на българското изкуство, образование и наука като неотменни за европейския културен живот. Като председател на фондацията, Антонина Стоянова организира многобройни български културни събития в почти всички европейски столици с цел да промотира достиженията на българската култура и изкуство и да отвори страната към европейските ценности.
След приключването на мандата на съпруга ѝ през 2002, Антонина Стоянова се явява на конкурс и започва работа като юрист в Световната организация за интелектуална собственост в Женева (WIPO), където живее до 2015. Същата година тя се завръща в родината си и подновява дейността си като председател на Фондация Ценности в София. Фондацията организира ежегодно най-дълго съществуващия Национален исторически онкурс за ученици.
Заедно с Богдана Карадочева и Нели Беширова през 2021 година създава Академия “Живей елегантно”. 
Освен майчиния си език, български, Антонина Стоянова говори немски, английски, френски и руски.

## Семейство
През 1978, докато стажува в Пловдивския районен съд тя, се запознава с бъдещия си съпруг и президент на България Петър Стоянов. Двамата сключват брак през 1979. Те имат син, Стефан (р.1979) и дъщеря, Теофана (р.1990).

## Отличия и награди
Награда от Асоциацията на приятелите на деца страдащи от онкологични заболявания, връчена от Мариана Вардиноянис, 8 юни 2015
Голям кръст, връчен от краля на Швеция, 2000
Голям кръст, връчен от кралицата на Дания, 2000
Merito civil, връчен от краля и кралицата на Испания, 14 юли 1999
Голям кръст на ордена на Спасителя, връчен от президента на република Гърция, 1999
Голяма лента на ордена на скъпоценната корона, връчена ѝ по време на държавна визита в Япония, 1997